# D. R. Shackleton Bailey
David Roy Shackleton Bailey (* 10. Dezember 1917 in Lancaster; † 28. November 2005 in Ann Arbor) war ein britischer Latinist.
Nach dem Besuch der Lancaster Royal Grammar School, deren Rektor sein Vater war, studierte „Shack“, wie er von seinen Freunden genannt wurde, Altertumswissenschaften an der University of Cambridge. Während des Krieges war er in der militärischen Dienststelle in Bletchley Park tätig, die sich erfolgreich mit der Entzifferung des deutschen Nachrichtenverkehrs befasste. Danach kehrte er an die Universität Cambridge zurück, zunächst als Dozent für Alttibetisch, dann für Altertumswissenschaften am Jesus College und seit 1964 an seinem alten College, Gonville and Caius. Seit 1968 lehrte Shackleton Bailey an der University of Michigan in Ann Arbor. 1975 wurde er Professor an der Harvard University und erhielt dort 1982 den Pope-Lehrstuhl für lateinische Philologie. Seit 1977 war er gewähltes Mitglied der American Philosophical Society. 1979 wurde er in die American Academy of Arts and Sciences aufgenommen. Nach seiner Emeritierung 1988 kehrte er an die Universität Michigan zurück.
Shackleton Bailey ist vor allem durch die textkritische Edition zahlreicher lateinischer Schriftsteller bekannt (u. a. Horaz, Lucan und Martial). Im Zentrum seiner wissenschaftlichen Tätigkeit stand Cicero, vor allem dessen Briefe, die Shackleton Bailey in einer umfassenden kommentierten Ausgabe in zehn Bänden vorlegte.